# Amato (Italia)
Amato (Amati in arbëreshe)  è un comune italiano di 786 abitanti della provincia di Catanzaro in Calabria.

## Geografia fisica
Il territorio comunale di Amato si estende su una superficie di km² 21 nell’area montana della presila catanzarese ad una altitudine di media di m 480 con un minimo di 95 metri s.l.m ed un massimo di 1035 s.l.m.
È ubicato al centro della regione nell'Istmo di Marcellinara, il punto più stretto d'Italia. Dal territorio si gode un'ottima vista del Golfo di Sant'Eufemia e delle Isole Eolie. Tra queste spicca l'Isola di Stromboli. Data la particolarità della zona dove è ubicato il Comune, dal suo territorio, si scorge il Mar Ionio.

## Storia

### Storia del Comune

#### Antichità
Amato è uno dei paesi più antichi della Calabria, essendo più volte menzionato da Plinio il Vecchio. I suoi abitanti, sembra, siano originari dell'antichissima città di Lametia, che sorgeva sul promontorio del Golfo di Sant'Eufemia. Poiché questa città, per ignota sciagura, nei primi secoli dell'era cristiana scompare, i superstiti cercano rifugio dapprima in Nicastro (Neocastrum), per poi trasferirsi nella vallata del Lamato, la cui omofonia si presta a far credere che derivasse dall'antica Lametia. Esistono, infatti, ancora oggi, nelle contrade Lachi e Ammendola i ruderi delle chiese di Sant'Andrea e di San Nicola e le fondamenta di un castello.

### Medioevo
I primi cenni storici su Amato risalgono al 1060. Il feudo venne descritto come quasi disabitato e il Signore di Amato era Guglielmo Altavilla, figlio di Tancredi d'Altavilla.
Le prime notizie certe su Amato si hanno nel il 1º novembre del 1441, quando il re Alfonso I d'Aragona riconobbe a Francesco Rodìo (anche: Rodio o Rhodio), figlio illegittimo di Giovannello Rodìo, il diritto alla successione paterna del feudo denominato "de Lornato". Successore divenne il figlio Paolo con regio decreto di re Ferdinando il 2 ottobre del 1464. Il feudo rimase in mano al Rodio fino al 26 maggio del 1505 quando, con regio assenso donò la Baronia di Amato alla figlia Moisessa, che nel 1515 sposò Roberto della famiglia catanzarese Susanna.

#### L'arrivo degli albanesi
Si pensa che gli albanesi giunsero ad Amato dopo il 1479, quando la maggior parte dell'Albania, con la caduta di Kruja (1478) e di Scutari (1479), era nelle mani degli Ottomani. In quell’occasione molti albanesi abbandonarono l’Albania per venire a vivere in Italia, sperando di trovare condizioni di vita migliori. Con loro vennero fondate nuove colonie o reinsediate località spopolate.
Amato non si trova nei censimenti dei fuochi albanesi negli anni del 1503 e del 1508. Ma i primi documenti ufficiali che ci confermano la presenza degli albanesi ad Amato risalgono al 1530. La prima numerazione di fuochi di Amato, conservata nell’Archivio di Stato di Napoli, registra esclusivamente tassazioni albanesi per 19 fuochi.
Per quasi due secoli ad Amato gli albanesi hanno parlato solomante la lingua dei loro padri ed hanno mantentuto il rito greco-bizantino, oltre alle usanze e ai costumi simili a quelli del loro paese di origine.
A partire dal XVIII secolo, iniziò un inarrestabile processo di assimilazione; gli Albanesi, che avevano già perso il rito greco-bizantino, persero gradualmente la loro cultura e la loro lingua e, tanto che oggi troviamo pochissime tracce della loro permanenza. Resta, a ricordo della loro esistenza una fontana, chiamata "dei Greci" e una via intitolata ai "greci".

### Storia sismica
Il comune di Amato ha visto durante la sua storia vari eventi sismici. Dai dati storici a noi giunti si può affermare che l'evento tellurico che ha causato i maggiori danni al borgo è stato il Terremoto della Calabria meridionale del 1783 con danni tra VIII-IX grado della scala Mercalli. A causa di questo evento vengono riportate dalle fonti la presenza di fratturazioni del suolo e frane. La fratturazione del suolo si è notata anche nel Terremoto della Calabria del 1905. Quest'ultimo evento ha causato danni pari al VI-VII grado della scala Mercalli.

### Simboli
Lo stemma del comune è descritto nello statuto come costituito da «tre colli con su tre pini ed una torre a fianco, il sole in alto ed il fiume in basso. Il tutto dentro una cornice ovale con la dicitura in alto "LA ONIVERCITA DELAMATU" ed in basso la dicitura "COMUNE DI AMATO".»

## Monumenti e luoghi d'interesse

### Palazzi storici di Amato
Tra i palazzi antichi ad Amato possiamo ben citare e ricordare: Palazzo Timpone (Palazzo gentilizio del ‘600 appartenuto alla famiglia Mottola fino al 1811), Palazzo Rossi (Edificio costruito intorno alla metà del Settecento; casa Natale del Predicatore Francesco Rossi),Palazzo Mauro (LA SUA COSTRUZIONE RISALE ALLA META’ DEL 700),Palazzo Jenzi (costruzione risalente al 1700), Palazzo Papucci (risale alla metà dell’800) ed infine Palazzo Graziano (risalente alla prima metà del 1600)

### Castello feudale
Ad Amato, in via Marconi, troviamo i resti, i ruderi, del castello feudale risalente ai secoli XI-XII. Di questo castello oramai si può osservare un portale, alcune mura ed una torretta ristrutturata a fini abitativi.

### Fontane ed opere d'interesse culturale
Tra le fontane monumentali vi troviamo: la fontana, detta "dei Greci" nell'omonima via, la fontana dei surici (sorgente originaria della fontana dei Greci) e la fontana degli italiani (costruita nella prima metà del ‘700).
In piazza Caligiuri si trova il monumento dedicato a Michele Torchia (1736-1808) che fu un diplomatico poliglotta e fiero assertore della Repubblica partenopea del 1799.

### Edifici ed opere religiose
Ad Amato vi troviamo la chiesa madre dedicata al culto dell'Immacolata concezione che si celebra l'8 dicembre con una suggestiva processione. Al suo interno vi è la statura a mezzo busto di San Francesco da Paola, risalente al XVII secolo, fu donata alla Chiesa dai marchesi Mottola con atto notarile redatto dal notaio Pietro Bruni di Miglierina nel 1782. Infine vi si trova, ad Amato, la "Chiesulilla", una Chiesa risalente al 1100 circa.  Ad oggi si pensa possa essere considerata la prima chiesa costruita per gli amatesi.

## Società

### Evoluzione demografica
Abitanti censiti

### Dialetto locale
Ad Amato è parlato il Dialetto calabrese centrale caratterizzante la zona dell'Istmo di Catanzaro.

### Etnie e minoranze straniere
Secondo i dati ISTAT al 31 dicembre 2009 la popolazione straniera residente era di 54 persone. Le nazionalità maggiormente rappresentate in base alla loro percentuale sul totale della popolazione residente erano:
- Marocco 44 5,06%

## Infrastrutture e trasporti
Amato è collegata al territorio circostante attraverso una rete viaria provinciale, ma anche attraverso la stazione ferroviaria di Marcellinara. Benché dotata di una posizione geografica favorevole (i centri di Lamezia Terme e di Catanzaro distano entrambi solo 27 km) i collegamenti sono spesso assicurati solo dall’utilizzo dei mezzi personali dei privati. Il trasporto pubblico su gomma è strettamente legato e sostenuto dagli studenti di scuole superiori o università, i quali per continuare gli studi sono costretti a fare i pendolari con i centri sedi di Istituti Superiori ed Atenei. Di notevole importanza fungono l'Aeroporto di Lamezia Terme, Autostrada del Mediterraneo con lo svincolo presso Sant'Eufemia Lamezia, la Stazione di Lamezia Terme Centrale ed infine la Strada statale 280 dei Due Mari (fondamentale per raggiungere Lamezia Terme e Catanzaro).